# Simiskina
Simiskina is een geslacht van vlinders van de familie Lycaenidae.

## Soorten
- S. bilitis (Fruhstorfer, 1917)
- S. binotata Fruhstorfer, 1914
- S. clorinda Doherty
- S. deolina (Fruhstorfer, 1917)
- S. dohertyi Evans, 1925
- S. fulgens Distant, 1886
- S. hartertii (Doherty, 1889)
- S. maina (Fruhstorfer, 1917)
- S. pasira (Moulton, 1911)
- S. pavonica De Nicéville, 1895
- S. pediada (Hewitson, 1877)
- S. philura (Druce, 1895)
- S. procates De Nicéville, 1895
- S. sibatika Eliot, 1969
- S. solyma De Nicéville, 1895